# Scutellastra longicosta
Espèce
Synonymes
- Patella digitata Fischer von Waldheim, 1807

Statut de conservation UICN

 NE  : Non évalué
Scutellastra longicosta est un mollusque gastéropodes marins de la famille des patelles. Elle est très répandue en Afrique du Sud.

## Historique
L'espèce Scutellastra longicosta est décrit en 1819 par le zoologiste français Jean-Baptiste de Lamarck.

## Galerie

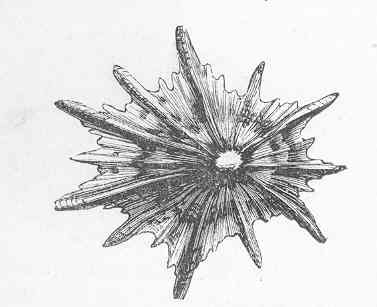
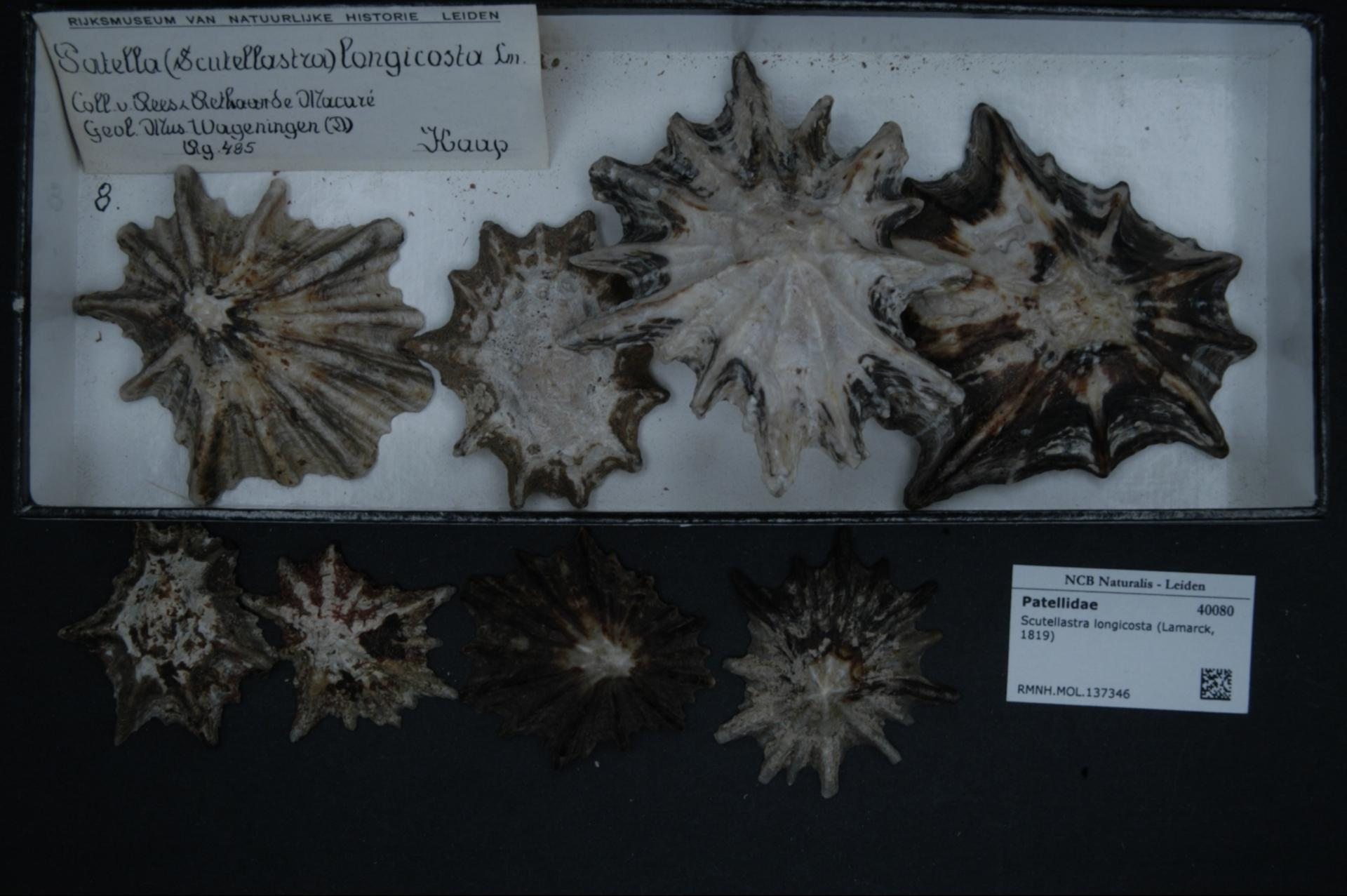